# Gordon Balfour
Gordon Bruce Balfour (25. december 1882 i Toronto - 31. juli 1949 smst) var en canadisk roer som deltog i de olympiske lege 1908 i London.
Balfour vandt to bronzemedaljer i roning under Sommer-OL 1908 i London. Han var med på den canadiske otter som besejrede en norsk otter i kvartfinalen men som tabte i semifinalen til en britisk båd som senere vandt finalen. Han kom også på en tredjeplads i firere uden styrmand sammen med Becher Gale, Charles Riddy, Geoffrey Taylor.